# Nguoi Rung
Als Nguoi Rung (vietnamesisch Người Rừng, auch Batutut oder Ujit) (Waldmensch oder Wilder Mensch) wird ein nach örtlichen Legenden existierendes Fabelwesen (Kryptid) aus Nordvietnam bezeichnet. Während der Kryptid sich in den Erzählungen in Körpergröße, Fellfarbe und Sozialwesen unterscheidet, behaupten alle Berichte übereinstimmend, dass der Nguoi Rung ein aufrecht gehender, etwa 2 m großer Affenmensch sei.
Zum Schlafen sucht er angeblich Grotten oder Felsspalten auf.
Legenden einheimischer Völker berichten, dass der Kryptid gezielt Feuerstellen aufsuche, aber auch selbst in der Lage sei ein Feuer zu entzünden.
Er soll nicht nur schnell laufen können, sondern auch behände auf Bäumen klettern.
Nguoi Rungs sollen Menschen gegenüber aggressiv sein, diese anfallen, sogar töten und auch verzehren.
Im Rahmen des Vietnamkrieges fanden erstmals angebliche Sichtungen des Nguoi Rungs durch Soldaten statt, die auch in der westlichen Welt Gehör fanden. Es kursieren Gerüchte, dass US-Soldaten Nguoi Rungs erschossen haben sollen.
Nennenswert ist in diesem Zusammenhang der Bericht um den gefälschten „Minnesota Iceman“. Im Jahr 1968 wurden die beiden Kryptozoologen Ivan Sanderson und Bernard Heuvelmans auf Meldungen aufmerksam, dass auf einer US-amerikanischen Wanderausstellung ein toter, in einen Eisblock eingelassener „Affenmensch“ gezeigt würde. Nach einer oberflächlichen Untersuchung des Wesens gab Heuvelmans einen medienwirksamen Artikel heraus, der es als neue Art der Gattung Homo, Homo pongoides, beschrieb. Er nahm an, es handele sich um einen Nguoi Rung, der von amerikanischen Soldaten aus Vietnam ausgeflogen und im Anschluss daran versteckt gehalten wurde. Später wurde der „Minnesota-Iceman“ als Fälschung identifiziert; Es handelte sich um eine Gummipuppe.
Da sie angeblich den Umgang mit Feuer beherrschen, spekulieren einige Kryptozoologen, dass es sich bei den Nguoi Rungs um überlebende Homo erectus handeln könnte.